# Gresovščak
Gresovščak – wieś w Słowenii, w gminie Ljutomer. W 2018 roku liczyła 98 mieszkańców.